# 提供商可聚合地址空间
提供商可聚合地址空间（又称PA地址空间；）指的是一段由区域互联网注册管理机构分配给互联网服务提供商的IP地址。这些IP地址可以被聚合为单一路由条目，以提高互联网上的路由效率。
与提供商无关地址空间不同，使用这种地址的用户在更换上游服务提供商的时候，无法继续使用原先的IP地址，因为这些地址是被分配给服务商的。